# 石井睦美
石井 睦美（いしい むつみ、女性、1957年1月4日 - ）は、日本の児童文学作家および翻訳家。

## 来歴・人物
神奈川県生まれ。本姓・三浦。フェリス女学院大学文学部卒業。前川康男に師事し、創作活動を始める。
青土社にて「ユリイカ」などの編集者を務めた後、『五月のはじめ、日曜日の朝』で第3回毎日新聞はないちもんめ童話大賞・第8回新美南吉児童文学賞などを受賞。著書に『そらいろのひまわり』『ちっちゃな家族』『卵と小麦粉とそれからマドレーヌ』がある。2003年、小説『パスカルの恋』で第14回朝日新人文学賞を受賞し、筆名・駒井れん（こまい れん）として発表。2011年、『皿と紙ひこうき』で第51回日本児童文学者協会賞受賞。2015年、『わたしちゃん』で第26回ひろすけ童話賞受賞。
また、2005年から2013年1月まで、季刊児童文学雑誌「飛ぶ教室」の編集人をつとめていた。絵本の翻訳も手がけており、2006年には訳書であるサラ・マクメナミー『ジャックのあたらしいヨット』が第53回産経児童出版文化賞大賞を受賞した。

## 著書
- 『パパはステキな男のおばさん』（司修画、草土文化） 1988.10
- 『そらいろのひまわり』（南塚直子画、草土文化） 1989.5
- 『五月のはじめ、日曜日の朝』（南塚直子画、岩崎書店、現代の創作児童文学） 1989.11
- 『もんだいはプレゼント』（講談社、どうわがいっぱい） 1990.11
- 『ともだちっていいな』（いしいむつみ+はせがわともこ、童心社、絵本・ちいさななかまたち） 1991.7
- 『おいでおいでの木においで』（教育画劇、スピカの創作童話） 1994.6
- 『桐壷 『源氏物語』より』（畠中光享絵、「京の絵本」刊行委員会） 1994.5
- 『アパラシオン』（ベネッセコーポレーション） 1995.7
- 『ビッグバンのてんじくネズミ』（長新太画、文渓堂、おはなしメリーゴーランド） 1996.6
- 『パメラ・パティー・ポッスのあたらしいいえ』（教育画劇、教育画劇みんなのえほん） 1998.5
- 『ちっちゃな家族 とがりねずみの暮らし』（ポプラ社、ポプラの木かげ） 2000.5
- 『ユリアのクリスマス』（南塚直子、小学館、おひさまのほん) 2000.11
- 『卵と小麦粉それからマドレーヌ』（BL出版） 2001.10、のちポプラ文庫ピュアフル
- 『パスカルの恋』（駒井れん、朝日新聞社） 2003.8
- 『レモン・ドロップス』（講談社） 2004.5、のち文庫
- 『てんしちゃん』（小学館、おひさまのほん） 2005.12
- 『みなみちゃん・こみなみちゃん』（ポプラ社、おはなしパーク） 2005.7
- 『すみれちゃん』（偕成社） 2005.12
- 『白い月黄色い月』（講談社） 2006.1、のち文庫
- 『くまばあちゃん』（中央共同募金会） 2006.7
- 『おばあさんになった女の子は』（講談社） 2006.11
- 『キャベツ』（講談社） 2007.10、のち文庫 2012.12
- 『すみれちゃんは一年生』（偕成社） 2007.12
- 『群青の空に薄荷の匂い 焼菓子の後に』（ジャイブ、ピュアフル文庫)  2007.11、のちポプラ文庫
- 『西のくま東のくま』（佼成出版社、どうわのとびらシリーズ） 2008.9
- 『大切なひと』（SDP） 2008.12
- 『すみれちゃんのあついなつ』（偕成社） 2009.7
- 『おにんぎょうさんのおひっこし』（ポプラ社、絵本のおもちゃばこ)  2010.4
- 『兄妹パズル』（ポプラ社） 2010.5
- 『皿と紙ひこうき』（講談社） 2010.6
- 『あそびましょ』（アリス館） 2011.9

### 共著
- 『再会と別離』（四方田犬彦共著、新潮社） 2011

## 翻訳
- 『ママったらわたしのなまえをしらないの』（スーザン・ウィリアムズ、ブックローン出版） 1996.10
- 『いろいろいろんな日』（ドクター・スース、BL出版） 1998.11
- 『しあわせなプリンセス』（ニコラス・アラン、BL出版） 1998.7
- 『楽園』（ニコラス・アラン、BL出版） 2000.9
- 『フリフリ』（サラ・マクメナミー、BL出版） 2003.11
- 『デリラ やんちゃな子ひつじのおはなし』（ジョン・ベーメルマンス・マルシアーノ、BL出版） 2003.4
- 『のねずみタイニィのだいぼうけん』（マーティン・ウォーデル、BL出版） 2004.8
- 『ジャックのあたらしいヨット』（サラ・マクメナミー、BL出版） 2005.6
- 『ハロルドのしっぽ』（ジョン・ベーメルマンス・マルシアーノ、BL出版） 2005.12
- 『不思議の国のアリス』（ルイス・キャロル、BL出版） 2008.11
- 『もしゃもしゃあたまのおんなのこ』（サラ・ダイヤー、小学館） 2009.5
- 『じゃがいも畑』（カレン・ヘス、光村教育図書） 2011.8

### ケビン・ヘンクス
- 『おしゃまなリリーとおしゃれなバッグ』（ケビン・ヘンクス、BL出版） 1999.10
- 『しんぱいしんぱいウェンベリー』（ケビン・ヘンクス、BL出版） 2001.9
- 『とってもいいひ』（ケビン・ヘンクス、BL出版） 2008.2
- 『はるまちくまさん』（ケビン・ヘンクス、BL出版） 2009.12